# 기련
기련(1996년 2월 1일 ~ )은 대한민국의 가수다. 2017년 디지털 싱글 앨범 [맨몸의 소방관 OST Part 1]으로 데뷔했다.

## 방송
- K팝 스타 3 (2013)

## 피처링
- 오수경 <오라투와> (2020)
- 험니 <그때 나는> (2020)